# Liga dos Campeões da UEFA de 2023–24 – Rodadas de Qualificação
As Rodadas de Qualificação da Liga dos Campeões da UEFA de 2023–24 estão sendo disputadas entre os dias 27 de junho até 30 de agosto de 2023. O novo calendário foi anunciado em 17 de junho de 2020. Um total de 53 equipes competem nesta fase para decidir 6 das 32 vagas na fase de grupos.
Todas as partidas seguem o Horário de Verão da Europa Central (UTC+2).

## Calendário
Os confrontos da rodada premilinar, primeira pré-eliminatória, segunda pré-eliminatória e terceira pré-eliminatória serão disputadas em somente uma única partida, os mandantes dos jogos serão decididos por sorteio (exceto a rodada preliminar que será disputada em uma sede neutra). 
| Rodada                    | Data do sorteio     | Partida de ida                         | Partida de volta                   |
| ------------------------- | ------------------- | -------------------------------------- | ---------------------------------- |
| Rodada premilinar         | 13 de junho de 2023 | 27 de junho de 2023 (rodada semifinal) | 30 de junho de 2023 (rodada final) |
| Primeira pré-eliminatória | 20 de junho de 2023 | 11–12 de julho de 2023                 | 18–19 de julho de 2023             |
| Segunda pré-eliminatória  | 21 de junho de 2023 | 25–26 de julho de 2023                 | 1–2 de agosto de 2023              |
| Terceira pré-eliminatória | 24 de julho de 2023 | 8–9 de agosto de 2023                  | 15 de agosto de 2023               |
| Rodada de play-off        | 7 de agosto de 2023 | 22–23 de agosto de 2023                | 29–30 de agosto de 2023            |

## Rodada preliminar
O sorteio para esta fase foi realizado em 13 de junho de 2023. As semifinais foram disputadas em 27 de junho e a final em 30 de junho de 2023. Todas as partidas foram disputadas no Kópavogsvöllur em Kópavogur na Islândia.
| Equipe 1                | Resultado | Equipe 2            |           |           |           |
| Semifinal               | Semifinal | Semifinal           | Semifinal | Semifinal | Semifinal |
| ----------------------- | --------- | ------------------- | --------- | --------- | --------- |
| Atlètic Club d'Escaldes | 0–3       | Budućnost Podgorica |           |           |           |
| Tre Penne               | 1–7       | Breiðablik          |           |           |           |
| Final                   |           |                     |           |           |           |
| Budućnost Podgorica     | 0–5       | Breiðablik          |           |           |           |

### Semifinal
| 27 de junho de 2023 | Atlètic Club d'Escaldes | 0 – 3     | Budućnost Podgorica                         | Kópavogsvöllur, Kópavogur               |
| 15:00               |                         | Relatório | Sekulić 14' (pen), 60' · Sanchez 21' (g.c.) | Público: 103 Árbitro: ROM Marcel Birsan |

| 27 de junho de 2023 | Tre Penne    | 1 – 7     | Breiðablik                                                                                 | Kópavogsvöllur, Kópavogur                               |
| 21:00               | Barretta 31' | Relatório | Gunnlaugsson 6', 89' · Hlynsson 25', 90+2' · Olsen 45+2' · Sigurðarson 67' · Einarsson 74' | Público: 621 Árbitro: DEN Mads-Kristoffer Kristoffersen |

### Final
| 30 de junho de 2023 | Budućnost Podgorica | 0 – 5     | Breiðablik                                                                           | Kópavogsvöllur, Kópavogur                   |
| 21:00               |                     | Relatório | Einarsson 5' · Sigurðarson 22' · Eyjólfsson 29' · Gunnlaugsson 33' · Svanþórsson 74' | Público: 845 Árbitro: POL Krzysztof Jakubik |

## Primeira pré-eliminatória
O sorteio da primeira pré-eliminatória foi realizado em 20 de junho de 2023.
As partidas de ida serão disputadas de 11 a 12 de julho e as de volta de 18 a 19 de julho de 2023.
Os vencedores dos embates avançam para a segunda pré-eliminatória do Caminho dos Campeões. 13 dos 15 perdedores serão transferidos para a segunda pré-eliminatória do Caminho dos Campeões da Liga da Conferência Europa e 2 perdedores receberão um bye e serão transferidos para a terceira pré-eliminatória do Caminho dos Campeões da Liga da Conferência Europa.
| Equipe 1           | Total       | Equipe 2           | 1.º jogo | 2.º jogo |
| ------------------ | ----------- | ------------------ | -------- | -------- |
| BK Häcken          | 5–1         | The New Saints     | 3–1      | 2–0      |
| Ballkani           | 2–4         | Ludogorets Razgrad | 2–0      | 0–4      |
| Shamrock Rovers    | 1–3         | Breiðablik         | 0–1      | 1–2      |
| Žalgiris           | 2–1         | Struga             | 0–0      | 2–1      |
| KÍ                 | 3–0         | Ferencváros        | 0–0      | 3–0      |
| Olimpija Ljubljana | 4–2         | Valmiera           | 2–1      | 2–1      |
| HJK                | 3–2         | Larne              | 1–0      | 2–2      |
| Lincoln Red Imps   | 1–6         | Qarabağ            | 1–2      | 0–4      |
| Raków Częstochowa  | 4–0         | Flora              | 1–0      | 3–0      |
| Slovan Bratislava  | 3–1         | Swift Hesperange   | 1–1      | 2–0      |
| Farul Constanţa    | 1–3 (pro)   | Sheriff Tiraspol   | 1–0      | 0–3      |
| Ħamrun Spartans    | 1–6         | Maccabi Haifa      | 0–4      | 1–2      |
| Urartu             | 3–3 (3–4 p) | Zrinjski Mostar    | 0–1      | 3–2      |
| Partizani Tirana   | 1–3         | BATE Borisov       | 1–1      | 0–2      |
| Astana             | 3–2         | Dinamo Tbilisi     | 1–1      | 2–1      |

### Partidas de ida
| 11 de julho de 2023 | Urartu | 0 – 1     | Zrinjski Mostar | Urartu Stadium, Erevã                       |
| 17:00               |        | Relatório | Senić 89'       | Público: 3 900 Árbitro: MLT Philip Farrugia |

| 11 de julho de 2023 | Lincoln Red Imps | 1 – 2     | Qarabağ                   | Victoria Stadium, Gibraltar                      |
| 17:30               | Gómez 25'        | Relatório | Xhixha 58' · Benzia 90+4' | Público: 683 Árbitro: LAT Vitālijs Spasjoņņikovs |

| 11 de julho de 2023 | Žalgiris | 0 – 0     | Struga | Estádio LFF, Vilnius                       |
| 18:00               |          | Relatório |        | Público: 4 647 Árbitro: AZE Elchin Masiyev |

| 11 de julho de 2023 | Ħamrun Spartans | 0 – 4     | Maccabi Haifa                                 | Estádio Centenário, Ta' Qali                 |
| 20:00               |                 | Relatório | Pierrot 40', 57' · David 45+2' · Khalaili 79' | Público: 1 627 Árbitro: SCO Donald Robertson |

| 11 de julho de 2023 | Olimpija Ljubljana        | 2 – 1     | Valmiera | Stožice Stadium, Liubliana                   |
| 20:00               | Nukić 42' · Rui Pedro 74' | Relatório | Diop 88' | Público: 4 355 Árbitro: ROM Andrei Chivulete |

| 11 de julho de 2023 | Raków Częstochowa | 1 – 0     | Flora | Miejski Stadion Piłkarski "Raków", Częstochowa |
| 20:00               | Kocherhin 54'     | Relatório |       | Público: 5 242 Árbitro: TUR Arda Kardeşler     |

| 11 de julho de 2023 | Ballkani                | 2 – 0     | Ludogorets Razgrad | Fadil Vokrri Stadium, Pristina            |
| 20:45               | Korenica 45' · Zyba 55' | Relatório |                    | Público: 7 656 Árbitro: ISR Gal Leibovitz |

| 11 de julho de 2023 | KÍ | 0 – 0     | Ferencváros | Við Djúpumýrar, Klaksvík                  |
| 20:45               |    | Relatório |             | Público: 1 010 Árbitro: EST Juri Frischer |

| 11 de julho de 2023 | Partizani Tirana | 1 – 1     | BATE Borisov   | Arena Kombëtare, Tirana                      |
| 20:45               | Tedi Cara 66'    | Relatório | Antilevski 58' | Público: 5 000 Árbitro: BEL Nathan Verboomen |

| 11 de julho de 2023 | Shamrock Rovers | 0 – 1     | Breiðablik    | Tallaght Stadium, Dublin                           |
| 20:45               |                 | Relatório | Muminović 38' | Público: 7 216 Árbitro: CYP Chrysovalantis Theouli |

| 12 de julho de 2023 | Astana       | 1 – 1     | Dinamo Tbilisi | Astana Arena, Astana                                   |
| 16:00               | Aimbetov 11' | Relatório | Sigua 57'      | Público: 27 328 Árbitro: AUT Christian-Petru Ciochirca |

| 12 de julho de 2023 | HJK                | 1 – 0     | Larne | Bolt Arena, Helsinque                            |
| 18:00               | Radulović 3' (pen) | Relatório |       | Público: 10 121 Árbitro: GEO Goga Kikacheishvili |

| 12 de julho de 2023 | BK Häcken                           | 3 – 1     | The New Saints | Bravida Arena, Gotemburgo                     |
| 19:00               | Sadiq 7' · Jensen 13' · Hovland 36' | Relatório | McManus 32'    | Público: 4 516 Árbitro: ARM Henrik Nalbandyan |

| 12 de julho de 2023 | Farul Constanţa | 1 – 0     | Sheriff Tiraspol | Stadionul Viitorul, Ovidiu                      |
| 19:30               | Kiki 56'        | Relatório |                  | Público: 4 028 Árbitro: HOL Sander Van Der Eijk |

| 12 de julho de 2023 | Slovan Bratislava | 1 – 1     | Swift Hesperange | Tehelné pole, Bratislava                        |
| 20:30               | Weiss 25'         | Relatório | Stolz 22' (pen)  | Público: 14 470 Árbitro: UKR Viktor Kopiievskyi |

### Partidas de volta
| 18 de julho de 2023 | Struga            | 1 – 2     | Žalgiris                       | SRC Biljanini Izvori, Ohrid                |
| 17:00               | Ibraimi 76' (pen) | Relatório | Kendysh 78' · Radić 84' (g.c.) | Público: 1 400 Árbitro: ENG Darren England |

Žalgiris venceu por 2–1 no placar agregado.
| 18 de julho de 2023 | Flora | 0 – 3     | Raków Częstochowa                     | A. Le Coq Arena, Tallinn                           |
| 19:00               |       | Relatório | Zwoliński 47', 59' · Papanikolaou 85' | Público: 3 204 Árbitro: ROM Marian Alexandru Barbu |

Raków Częstochowa venceu por 4–0 no placar agregado.
| 18 de julho de 2023 | Maccabi Haifa              | 2 – 1     | Ħamrun Spartans | Estádio Sammy Ofer, Haifa               |
| 19:00               | Shuranov 69' · Pierrot 84' | Relatório | Mbong 32'       | Público: 29 000 Árbitro: CRO Fran Jović |

Maccabi Haifa venceu por 6–1 no placar agregado.
| 18 de julho de 2023 | Sheriff Tiraspol                         | 3 – 0 (pro) | Farul Constanţa | Sheriff Stadium, Tiraspol                   |
| 19:00               | Talal 45+1' · Mbekeli 99' · Ademo 105+1' | Relatório   |                 | Público: 5 792 Árbitro: POR Miguel Nogueira |

Sheriff Tiraspol venceu por 3–1 na Prorrogação.
| 18 de julho de 2023 | BATE Borisov                      | 2 – 0     | Partizani Tirana | Mezőkövesdi Városi Stadion, Mezőkövesd |
| 20:00               | Malkevich 71' · Podstrelov 90+12' | Relatório |                  | Público: 0 Árbitro: SCO Kevin Clancy   |

BATE Borisov venceu por 3–1 no placar agregado.
| 18 de julho de 2023 | The New Saints | 0 – 2     | BK Häcken             | Park Hall, Oswestry                   |
| 20:00               |                | Relatório | Sadiq 19' · Sonko 90' | Público: 1 003 Árbitro: CRO Dario Bel |

BK Häcken venceu por 5–1 no placar agregado.
| 18 de julho de 2023 | Zrinjski Mostar             | 2 – 3 (pro) | Urartu                                         | Stadion pod Bijelim Brijegom, Mostar         |
| 20:00               | Bilbija 27' · Kiš 94' (pen) | Relatório   | Grigoryan 74', 90+1' (pen) · Maksimenko 105+3' | Público: 5 000 Árbitro: DIN Peter Kjaesgaard |

|                                    |       | Penalidades                                    |  |
| Kiš Kožulj Zlomislić Senić Barišić | 4 – 3 | Maksimenko Özbiliz Grigoryan Eduardo Ghazaryan |  |

3–3 no placar agregado. Zrinjski Mostar venceu na disputa por pênaltis.
| 18 de julho de 2023 | Breiðablik                         | 2 – 1     | Shamrock Rovers | Kópavogsvöllur, Kópavogur                 |
| 21:15               | Svanþórsson 16' · Gunnlaugsson 57' | Relatório | Burke 65' (pen) | Público: 1 320 Árbitro: SWE Adam Ladebäck |

Breiðablik venceu por 3–1 no placar agregado.
| 19 de julho de 2023 | Valmiera | 1 – 2     | Olimpija Ljubljana                 | Jānis Daliņš Stadium, Valmiera               |
| 17:00               | Mena 82' | Relatório | Rui Pedro 33' · Muhamedbegović 64' | Público: 1 250 Árbitro: ESP Cesar Soto Grado |

Olimpija Ljubljana venceu por 4–2 no placar agregado.
| 19 de julho de 2023 | Dinamo Tbilisi | 1 – 2     | Astana                   | Estádio Boris Paichadze, Tiblíssi           |
| 18:00               | Camara 21'     | Relatório | Tomasov 49' · Darboe 50' | Público: 10 736 Árbitro: ENG Stuart Attwell |

Astana venceu por 3–2 no placar agregado.
| 19 de julho de 2023 | Ferencváros | 0 – 3     | KÍ                                        | Groupama Arena, Budapeste                |
| 18:00               |             | Relatório | Frederiksberg 8' (pen), 32' · Kassi 45+1' | Público: 18 187 Árbitro: SLO David Smajc |

KÍ venceu por 3–0 no placar agregado.
| 19 de julho de 2023 | Qarabağ                                                   | 4 – 0     | Lincoln Red Imps | Estádio Olímpico de Bacu, Bacu               |
| 18:00               | Zoubir 7' · Mustafazada 45+1' · Xhixha 49' · Janković 62' | Relatório |                  | Público: 19 453 Árbitro: ALB Eldorjan Hamiti |

Qarabağ venceu por 6–1 no placar agregado.
| 19 de julho de 2023 | Swift Hesperange | 0 – 2     | Slovan Bratislava          | Estádio de Luxemburgo, Luxemburgo              |
| 20:00               |                  | Relatório | Weiss 55' (pen), 62' (pen) | Público: 3 054 Árbitro: TUR Abdulkadir Bitigen |

Slovan Bratislava venceu por 3–1 no placar agregado.
| 19 de julho de 2023 | Ludogorets Razgrad                         | 4 – 0     | Ballkani | Huvepharma Arena, Razgrad                 |
| 20:00               | Tekpetey 4', 45' · Tissera 49' · Vidal 78' | Relatório |          | Público: 5 353 Árbitro: ITA Luca Pairetto |

Ludogorets Razgrad venceu por 4–2 no placar agregado.
| 19 de julho de 2023 | Larne                          | 2 – 2 (pro) | HJK                          | Solitude Stadium, Belfast                              |
| 20:30               | Bonis 65' (pen) · Thompson 87' | Relatório   | Ollila 26' · Want 97' (g.c.) | Público: 1 993 Árbitro: GRE Aristotelis Diamantopoulos |

HJK venceu por 3–2 no placar agregado.

## Segunda pré-eliminatória
O sorteio da segunda pré-eliminatória foi realizado em 21 de junho de 2023.
As partidas de ida serão disputadas de 25 a 26 de julho e as de volta de 1 a 2 de agosto de 2023.
Os vencedores dos empates avançam para a terceira pré-eliminatória do respetivo percurso. Os perdedores do Caminho dos Campeões serão transferidos para a terceira pré-eliminatória do Caminho dos Campeões da Liga Europa , enquanto os perdedores do Caminho da Liga serão transferidos para a terceira pré-eliminatória do Caminho Principal da Liga Europa .
As partidas de ida serão disputadas de 8 a 9 de agosto e as de volta serão disputadas em 15 de agosto de 2023.
Os vencedores dos empates avançam para o play-off do seu respetivo percurso. Os perdedores do Caminho dos Campeões serão transferidos para a fase de play-off da Liga Europa , enquanto os perdedores do Caminho da Liga serão transferidos para a fase de grupos da Liga Europa .
| Equipe 1           | Total       | Equipe 2           | 1.º jogo | 2.º jogo |
| ------------------ | ----------- | ------------------ | -------- | -------- |
| Žalgiris           | 2–3         | Galatasaray        | 2–2      | 0–1      |
| Ludogorets Razgrad | 2–3         | Olimpija Ljubljana | 1–1      | 1–2      |
| Raków Częstochowa  | 4–3         | Qarabağ            | 3–2      | 1–1      |
| KÍ                 | 3–3 (4–3 p) | BK Häcken          | 0–0      | 3–3      |
| HJK                | 1–2         | Molde              | 1–0      | 0–2      |
| Breiðablik         | 3–8         | København          | 0–2      | 3–6      |
| Sheriff Tiraspol   | 2–4 (pro)   | Maccabi Haifa      | 1–0      | 1–4      |
| Aris Limassol      | 11–5        | BATE Borisov       | 6–2      | 5–3      |
| Zrinjski Mostar    | 2–3         | Slovan Bratislava  | 0–1      | 2–2      |
| Dínamo Zagreb      | 6–0         | Astana             | 4–0      | 2–0      |

| Equipe 1 | Total       | Equipe 2      | 1.º jogo | 2.º jogo |
| -------- | ----------- | ------------- | -------- | -------- |
| Dnipro-1 | 3–5         | Panathinaikos | 1–3      | 2–2      |
| Servette | 3–3 (4–1 p) | Genk          | 1–1      | 2–2      |

### Partidas de ida
| 25 de julho de 2023 | Žalgiris                       | 2 – 2     | Galatasaray                   | Estádio LFF, Vilnius                     |
| 18:00               | Kehinde 47' · Kazlauskas 90+1' | Relatório | Bardakçı 75' · Dervişoğlu 77' | Público: 4 864 Árbitro: POR Luis Godinho |

| 25 de julho de 2023 | HJK          | 1 – 0     | Molde | Bolt Arena, Helsinque                      |
| 18:00               | Keskinen 25' | Relatório |       | Público: 8 154 Árbitro: GER Sven Jablonski |

| 25 de julho de 2023 | Dnipro-1    | 1 – 3     | Panathinaikos                                  | Košická futbalová aréna, Košice            |
| 20:00               | Tanchyk 90' | Relatório | Šporar 10' · Đuričić 73' · Ioannidis 84' (pen) | Público: 5 248 Árbitro: ITA Daniele Chiffi |

| 25 de julho de 2023 | Dínamo Zagreb                       | 4 – 0     | Astana | Estádio Maksimir, Zagreb                               |
| 20:00               | Špikić 35' · Ivanušec 41', 43', 56' | Relatório |        | Público: 7 123 Árbitro: ESP Guillermo Cuadra Fernández |

| 25 de julho de 2023 | Servette     | 1 – 1     | Genk          | Estádio de Genebra, Genebra             |
| 20:30               | Rouiller 77' | Relatório | Arokodare 21' | Público: 18 026 Árbitro: HUN István Vad |

| 25 de julho de 2023 | Zrinjski Mostar | 0 – 1     | Slovan Bratislava | Stadion pod Bijelim Brijegom, Mostar           |
| 21:00               |                 | Relatório | Zuberu 53'        | Público: 4 900 Árbitro: BEL Bram Van Driessche |

| 25 de julho de 2023 | Breiðablik | 0 – 2     | København               | Kópavogsvöllur, Kópavogur               |
| 21:15               |            | Relatório | Larsson 1' · Jensen 32' | Público: 1 485 Árbitro: HUN Gergo Bogár |

| 26 de julho de 2023 | Aris Limassol                                                                         | 6 – 2     | BATE Borisov                     | Alphamega Stadium, Limassol            |
| 19:00               | Gomis 17' (pen), 60' · Bengtsson 32' · Bane 39' (g.c) · Montnor 83' · Stępiński 90+1' | Relatório | Kontsevoj 48' · Khadarkevich 65' | Público: 3 338 Árbitro: ISR Yigal Frid |

| 26 de julho de 2023 | Sheriff Tiraspol | 1 – 0     | Maccabi Haifa | Sheriff Stadium, Tiraspol                      |
| 19:00               | Talal 27'        | Relatório |               | Público: 7 933 Árbitro: AUT Sebastian Gishamer |

| 26 de julho de 2023 | Raków Częstochowa                                    | 3 – 2     | Qarabağ         | Miejski Stadion Piłkarski "Raków", Częstochowa |
| 20:15               | Cafarquliyev 55' (g.c) · Piasecki 71' · Kittel 90+1' | Relatório | Xhixha 73', 75' | Público: 5 451 Árbitro: SUI Lukas Fähndrich    |

| 26 de julho de 2023 | KÍ | 0 – 0     | BK Häcken | Við Djúpumýrar, Klaksvík                  |
| 20:45               |    | Relatório |           | Público: 1 224 Árbitro: SVK Michal Ocenáš |

| 26 de julho de 2023 | Ludogorets Razgrad | 1 – 1     | Olimpija Ljubljana | Huvepharma Arena, Razgrad               |
| 20:45               | Yankov 43'         | Relatório | Elšnik 13'         | Público: 5 532 Árbitro: NOR Rohit Saggi |

### Partidas de volta
| 1 de agosto de 2023 | Panathinaikos   | 2 – 2     | Dnipro-1                  | Leoforos Alexandras Stadium, Atenas          |
| 19:30               | Šporar 15', 70' | Relatório | Dovbyk 24' · Sarapiyy 54' | Público: 14 098 Árbitro: GER Bastian Dankert |

Panathinaikos venceu por 5–3 no placar agregado.
| 1 de agosto de 2023 | BATE Borisov                                          | 3 – 5     | Aris Limassol                                                     | Mezőkövesdi Városi Stadion, Mezőkövesd |
| 20:00               | Gromyko 25' (pen) · Martynov 48' · Laptev 90+3' (pen) | Relatório | Babicka 8' · Gomis 26' · Caju 35' · Bengtsson 56' · Stępiński 74' | Público: 0 Árbitro: DIN Morten Krogh   |

Aris Limassol venceu por 11–5 no placar agregado.
| 1 de agosto de 2023 | Olimpija Ljubljana | 2 – 1     | Ludogorets Razgrad | Stožice Stadium, Liubliana                    |
| 20:00               | Elšnik 19', 90+2'  | Relatório | Despodov 15'       | Público: 9 265 Árbitro: GER Christian Dingert |

Olimpija Ljubljana venceu por 3–2 no placar agregado.
| 1 de agosto de 2023 | Slovan Bratislava      | 2 – 2     | Zrinjski Mostar             | Tehelné pole, Bratislava                     |
| 20:30               | Čavrić 5' · Zuberu 66' | Relatório | Barišić 75' · Ivančić 90+3' | Público: 20 498 Árbitro: FRA Jérémie Pingard |

Slovan Bratislava venceu por 3–2 no placar agregado.
| 2 de agosto de 2023 | Astana | 0 – 2     | Dínamo Zagreb          | Astana Arena, Astana                       |
| 16:00               |        | Relatório | Emreli 24' · Marin 89' | Público: 26 978 Árbitro: HOL Dennis Higler |

Dinamo Zagreb venceu por 6–0 no placar agregado.
| 2 de agosto de 2023 | Qarabağ    | 1 – 1     | Raków Częstochowa | Estádio Olímpico de Bacu, Bacu              |
| 18:00               | Xhixha 60' | Relatório | Tudor 52'         | Público: 31 257 Árbitro: GER Sven Jablonski |

Raków Częstochowa venceu por 4–3 no placar agregado.
| 2 de agosto de 2023 | Genk                             | 2 – 2 (pro) | Servette               | Luminus Arena, Genk                        |
| 19:00               | Trésor 28' (pen) · Arokodare 51' | Relatório   | Cognat 36' · Bedia 63' | Público: 16 280 Árbitro: SRB Novak Simović |

|                            |       | Penalidades                        |  |
| Hrošovský Cuesta Arokodare | 1 – 4 | Touati Guillemenot Severin Rodelin |  |

3–3 no placar agregado. Servette venceu na Disputa por pênaltis.
| 2 de agosto de 2023 | BK Häcken                             | 3 – 3 (pro) | KÍ                                    | Bravida Arena, Gotemburgo                 |
| 19:00               | Sana 23' · Layouni 48' · Sadiq 105+1' | Relatório   | Frederiksberg 17', 53' · Gussias 109' | Público: 4 396 Árbitro: ENG Andrew Madley |

|                                           |       | Penalidades                                     |  |
| Hovland Layouni Gustafson Jensen Sandberg | 3 – 4 | Frederiksberg Andreasen Da Silva Gussias Forren |  |

3–3 no placar agregado. KÍ Klaksvík venceu na Disputa por pênaltis.
| 2 de agosto de 2023 | Maccabi Haifa                                        | 4 – 1 (pro) | Sheriff Tiraspol | Estádio Sammy Ofer, Haifa                       |
| 19:00               | Chery 33' · Jaber 85' · David 105+2' · Shuranov 107' | Relatório   | Talal 20' (pen)  | Público: 29 000 Árbitro: POL Damian Sylwestrzak |

Maccabi Haifa venceu por 4–2 no placar agregado.
| 2 de agosto de 2023 | Molde                         | 2 – 0     | HJK | Aker Stadion, Molde                    |
| 19:00               | Eriksen 74' · Brynhildsen 89' | Relatório |     | Público: 5 205 Árbitro: CRO Igor Pajac |

Molde venceu por 2–1 no placar agregado.
| 2 de agosto de 2023 | København                                                             | 6 – 3     | Breiðablik                        | Estádio Parken, Copenhague                 |
| 20:00               | Gonçalves 33' · Achouri 35' · Larsson 37' · Óskarsson 45+1', 47', 56' | Relatório | Svanþórsson 9' · Steindorsson 51' | Público: 20 886 Árbitro: ITA Fabio Maresca |

Copenhague venceu por 8–3 no placar agregado.
| 2 de agosto de 2023 | Galatasaray | 1 – 0     | Žalgiris | Estádio NEF, Istambul                      |
| 20:30               | Mertens 31' | Relatório |          | Público: 41 505 Árbitro: FRA Willy Delajod |

Galatasaray venceu por 3–2 no placar agregado.

## Terceira pré-eliminatória
O sorteio da terceira pré-eliminatória foi realizado em 24 de julho de 2023.
As partidas de ida foram disputadas de 8 a 9 de agosto e as de volta foram disputadas em 15 de agosto de 2023.
Os vencedores das eliminatórias avançam para o play-off do seu respetivo percurso. Os perdedores do Caminho dos Campeões serão transferidos para a fase de play-off da Liga Europa, enquanto os perdedores do Caminho da Liga serão transferidos para a fase de grupos da Liga Europa.
| Equipe 1           | Total       | Equipe 2      | 1.º jogo | 2.º jogo |
| ------------------ | ----------- | ------------- | -------- | -------- |
| Raków Częstochowa  | 3–1         | Aris Limassol | 2–1      | 1–0      |
| Slovan Bratislava  | 2–5         | Maccabi Haifa | 1–2      | 1–3      |
| Dínamo Zagreb      | 3–4         | AEK Atenas    | 1–2      | 2–2      |
| Olimpija Ljubljana | 0–4         | Galatasaray   | 0–3      | 0–1      |
| København          | 3–3 (4–2 p) | Sparta Praga  | 0–0      | 3–3      |
| KÍ                 | 2–3         | Molde         | 2–1      | 0–2      |

| Equipe 1      | Total       | Equipe 2               | 1.º jogo | 2.º jogo |
| ------------- | ----------- | ---------------------- | -------- | -------- |
| Braga         | 7–1         | TSC                    | 3–0      | 4–1      |
| Rangers       | 3–2         | Servette               | 2–1      | 1–1      |
| Panathinaikos | 2–2 (5–3 p) | Olympique de Marseille | 1–0      | 1–2      |
| PSV Eindhoven | 7–2         | Sturm Graz             | 4–1      | 3–1      |

### Partidas de ida
| 8 de agosto de 2023 | København | 0 – 0     | Sparta Praga | Estádio Parken, Copenhague                  |
| 20:00               |           | Relatório |              | Público: 27 170 Árbitro: FRA Benoît Bastien |

| 8 de agosto de 2023 | Raków Częstochowa                 | 2 – 1     | Aris Limassol | Miejski Stadion Piłkarski "Raków", Częstochowa |
| 20:00               | Kocherhin 7' · Piasecki 63' (pen) | Relatório | Mayambela 89' | Público: 5 500 Árbitro: CRO Duje Strukan       |

| 8 de agosto de 2023 | PSV Eindhoven                              | 4 – 1     | Sturm Graz    | Philips Stadion, Eindhoven                 |
| 20:30               | Babadi 4' · de Jong 22', 32' · Sangaré 73' | Relatório | Stanković 40' | Público: 31 500 Árbitro: ROM Radu Petrescu |

| 8 de agosto de 2023 | KÍ                     | 2 – 1     | Molde      | Tórsvøllur, Tórshavn                       |
| 20:45               | Frederiksberg 64', 86' | Relatório | Eikrem 49' | Público: 4 584 Árbitro: AZE Aliyar Aghayev |

| 8 de agosto de 2023 | Braga                             | 3 – 0     | TSC | Estádio Municipal, Braga                    |
| 21:00               | Bruma 17' · Pizzi 19' · Djaló 87' | Relatório |     | Público: 22 186 Árbitro: AUT Harald Lechner |

| 8 de agosto de 2023 | Olimpija Ljubljana | 0 – 3     | Galatasaray                                    | Stožice Stadium, Liubliana                  |
| 21:00               |                    | Relatório | Aktürkoğlu 9' · Mertens 48' · Dervişoğlu 90+1' | Público: 13 712 Árbitro: SWE Andreas Ekberg |

| 9 de agosto de 2023 | Panathinaikos | 1 – 0     | Olympique de Marseille | Leoforos Alexandras Stadium, Atenas        |
| 20:00               | Bernard 83'   | Relatório |                        | Público: 11 270 Árbitro: ROM István Kovács |

| 9 de agosto de 2023 | Slovan Bratislava | 1 – 2     | Maccabi Haifa         | Tehelné pole, Bratislava                      |
| 20:30               | Seck 12' (g.c)    | Relatório | Pierrot 5' · Saba 15' | Público: 21 375 Árbitro: LVA Andris Treimanis |

| 9 de agosto de 2023 | Rangers                          | 2 – 1     | Servette        | Ibrox Stadium, Glasgow                      |
| 20:45               | Tavernier 6' (pen) · Dessers 15' | Relatório | Bedia 44' (pen) | Público: 48 956 Árbitro: LTU Donatas Rumšas |

| 15 de agosto de 2023 | Dínamo Zagreb | 1 – 2     | AEK Atenas                   | Estádio Maksimir, Zagreb                   |
| 20:00                | Bulat 39'     | Relatório | Zuber 59' · Galanopoulos 90' | Público: 13 311 Árbitro: POR João Pinheiro |

### Partidas de volta
| 15 de agosto de 2023 | Aris Limassol | 0 – 1     | Raków Częstochowa | Alphamega Stadium, Limassol           |
| 19:00                |               | Relatório | Tudor 49'         | Público: 3 959 Árbitro: SVN Matej Jug |

Raków Częstochowa venceu por 3–1 no placar agregado.
| 15 de agosto de 2023 | Maccabi Haifa                          | 3 – 1     | Slovan Bratislava | Estádio Sammy Ofer, Haifa                 |
| 19:00                | Pierrot 29' · Saba 45+2' · David 90+3' | Relatório | Tolić 86'         | Público: 29 000 Árbitro: ENG Craig Pawson |

Maccabi Haifa venceu por 5–2 no placar agregado.
| 15 de agosto de 2023 | Molde                     | 2 – 0 (pro) | KÍ | Aker Stadion, Molde                           |
| 19:00                | Eriksen 17' · Linnes 112' | Relatório   |    | Público: 10 346 Árbitro: MNE Nikola Dabanović |

Molde venceu por 3–2 no placar agregado.
| 15 de agosto de 2023 | Sparta Praga                                | 3 – 3 (pro) | København                          | Generali Arena, Praga                         |
| 19:00                | Birmančević 80' · Laci 105' · Olatunji 107' | Relatório   | Larsson 1' · Claesson 105+2', 112' | Público: 18 109 Árbitro: NED Serdar Gözübüyük |

|                               |       | Penalidades                     |  |
| Krejčí Laci Kairinen Sørensen | 2 – 4 | Diks Claesson Boilesen Bardghji |  |

3–3 no placar agregado. Copenhague venceu na Disputa por pênaltis.
| 15 de agosto de 2023 | Galatasaray | 1 – 0     | Olimpija Ljubljana | Estádio NEF, Istambul                    |
| 20:00                | Icardi 24'  | Relatório |                    | Público: 38 383 Árbitro: ITA Marco Guida |

Galatasaray venceu por 4–0 no placar agregado.
| 15 de agosto de 2023 | TSC          | 1 – 4     | Braga                                             | TSC Arena, Bačka Topola                  |
| 20:00                | Rakonjac 40' | Relatório | Pizzi 9' · Bruma 13' · Djaló 16' · Al Musrati 20' | Público: 4 200 Árbitro: DEN Jakob Kehlet |

Braga venceu por 7–1 no placar agregado.
| 15 de agosto de 2023 | Servette   | 1 – 1     | Rangers       | Estádio de Genebra, Genebra                   |
| 20:30                | Kutesa 22' | Relatório | Tavernier 51' | Público: 26 000 Árbitro: ITA Maurizio Mariani |

Rangers venceu por 3–2 no placar agregado.
| 15 de agosto de 2023 | Sturm Graz | 1 – 3     | PSV Eindhoven                              | Liebenauer Stadium, Graz                     |
| 20:30                | Bøving 26' | Relatório | Veerman 32' · de Jong 39' · Pepi 85' (pen) | Público: 12 571 Árbitro: SRB Srđan Jovanović |

PSV venceu por 7–2 no placar agregado.
| 15 de agosto de 2023 | Olympique de Marseille | 2 – 1 (pro) | Panathinaikos         | Stade Vélodrome, Marselha                   |
| 21:00                | Aubameyang 2', 45+1'   | Relatório   | Ioannidis 90+9' (pen) | Público: 63 050 Árbitro: ENG Michael Oliver |

|                                 |       | Penalidades                                        |  |
| Guendouzi Veretout Sarr Vitinha | 3 – 5 | Ioannidis Bernard Kleinheisler Palacios Mladenović |  |

2–2 no placar agregado. Panathinaikos venceu na Disputa por pênaltis.
| 19 de agosto de 2023 | AEK Atenas                 | 2 – 2     | Dínamo Zagreb               | Estádio Agia Sophia, Atenas              |
| 20:45                | Araujo 90+2' · Vida 90+10' | Relatório | Šutalo 45+2' · Ljubičić 65' | Público: 30 100 Árbitro: NOR Espen Eskås |

AEK Atenas venceu por 4–3 no placar agregado.

## Play-off
O sorteio para o play-off foi antecipado antes da terceira fase pré eliminatória. Assim os times já saberão quais adversários irão enfrentar de acordo com o Caminho de Liga e o Caminho dos Campeões.
As partidas de ida serão disputadas de 22 a 23 de agosto e as de volta de 29 a 30 de agosto de 2023.
Os vencedores das eliminatórias avançam para a fase de grupos. Os perdedores serão transferidos para a fase de grupos da Liga Europa.
| Equipe 1          | Total | Equipe 2    | 1.º jogo | 2.º jogo |
| ----------------- | ----- | ----------- | -------- | -------- |
| Maccabi Haifa     | 0–3   | Young Boys  | 0–0      | 0–3      |
| Royal Antwerp     | 3–1   | AEK Atenas  | 1–0      | 2–1      |
| Raków Częstochowa | 1–2   | København   | 0–1      | 1–1      |
| Molde             | 3–5   | Galatasaray | 2–3      | 1–2      |

| Equipe 1 | Total | Equipe 2      | 1.º jogo | 2.º jogo |
| -------- | ----- | ------------- | -------- | -------- |
| Rangers  | 3–7   | PSV Eindhoven | 2–2      | 1–5      |
| Braga    | 3–1   | Panathinaikos | 2–1      | 1–0      |

### Partidas de ida
| 22 de agosto de 2023 | Raków Częstochowa | 0 – 1     | København          | Zagłębiowski Park Sportowy, Sosnowiec     |
| 21:00                |                   | Relatório | Racovițan 9' (g.c) | Público: 11 600 Árbitro: BIH Irfan Peljto |

| 22 de agosto de 2023 | Rangers                | 2 – 2     | PSV Eindhoven             | Ibrox Stadium, Glasgow                      |
| 21:00                | Sima 45' · Matondo 76' | Relatório | Sangaré 61' · de Jong 80' | Público: 47 537 Árbitro: FRA Clément Turpin |

| 22 de agosto de 2023 | Royal Antwerp | 1 – 0     | AEK Atenas | Bosuilstadion, Antuérpia                       |
| 21:00                | Janssen 16'   | Relatório |            | Público: 13 376 Árbitro: FRA François Letexier |

| 23 de agosto de 2023 | Braga                | 2 – 1     | Panathinaikos | Estádio Municipal, Braga                  |
| 21:00                | Ruíz 51' · Djaló 73' | Relatório | Mancini 90+5' | Público: 23 401 Árbitro: GER Felix Zwayer |

| 23 de agosto de 2023 | Maccabi Haifa | 0 – 0     | Young Boys | Estádio Sammy Ofer, Haifa                 |
| 21:00                |               | Relatório |            | Público: 29 864 Árbitro: ITA Davide Massa |

| 23 de agosto de 2023 | Molde                     | 2 – 3     | Galatasaray                               | Aker Stadion, Molde                        |
| 21:00                | Ellingsen 8' · Haugen 56' | Relatório | Oliveira 25' · Icardi 29' · Midtsjø 90+3' | Público: 9 553 Árbitro: ENG Anthony Taylor |

### Partidas de volta
| 29 de agosto de 2023 | Young Boys                               | 3 – 0     | Maccabi Haifa | Stade de Suisse, Berna                     |
| 21:00                | Itten 23' · Seck 28' (g.c) · Ugrinić 46' | Relatório |               | Público: 31 500 Árbitro: SLO Slavko Vinčić |

Young Boys venceu por 3–0 no placar agregado.
| 29 de agosto de 2023 | Galatasaray                      | 2 – 1     | Molde      | Estádio NEF, Istambul                         |
| 21:00                | Icardi 7' (pen) · Angeliño 90+3' | Relatório | Hestad 66' | Público: 47 845 Árbitro: POL Szymon Marciniak |

Galatasaray venceu por 5–3 no placar agregado.
| 29 de agosto de 2023 | Panathinaikos | 0 – 1     | Braga     | Estádio Olímpico, Atenas                    |
| 21:00                |               | Relatório | Bruma 83' | Público: 61 390 Árbitro: ITA Daniele Orsato |

Braga venceu por 3–1 no placar agregado.
| 30 de agosto de 2023 | AEK Atenas | 1 – 2     | Royal Antwerp               | Estádio Agia Sophia, Atenas                    |
| 21:00                | Araujo 90' | Relatório | Kerk 73' · Balikwisha 90+5' | Público: 29 300 Árbitro: ESP Jesús Gil Manzano |

Royal Antwerp venceu por 3–1 no placar agregado.
| 30 de agosto de 2023 | København | 1 – 1     | Raków Częstochowa | Estádio Parken, Copenhague                 |
| 21:00                | Vavro 35' | Relatório | Zwoliński 87'     | Público: 34 737 Árbitro: ROM István Kovács |

Copenhague venceu por 2–1 no placar agregado.
| 30 de agosto de 2023 | PSV Eindhoven                                                    | 5 – 1     | Rangers       | Philips Stadion, Eindhoven                               |
| 21:00                | Saibari 35', 53' · De Jong 66' · Veerman 78' · Goldson 81' (g.c) | Relatório | Tavernier 64' | Público: 34 560 Árbitro: ESP José María Sánchez Martínez |

PSV Eindhoven venceu por 7–3 no placar agregado.